# River Gurara
O River Gurara foi um navio cargueiro nigeriano de 175 metros que afundou ao largo da costa de Sesimbra, Portugal, a poucas centenas de metros do Cabo Espichel a 26 de Fevereiro de 1989, enquanto transportava mercadorias da Costa do Marfim para a Grã-Bretanha. O navio, construído em 1980 e que navegava com a bandeira da Nigéria, partiu-se em dois antes de naufragar, tendo a proa assentado a 200 metros da costa, a ca. de 30 metros, enquanto que a popa caiu a 100 metros, à volta dos 20 metros de profundidade. Dos 48 tripulantes, apenas se salvaram 27, com a ajuda da fragata Hermenegildo Capelo (entretanto afundada para o parque Ocean Revival, em Portimão).
Os destroços são agora um destino popular para o mergulho recreacional.